# Lazer Team
Lazer Team è un film del 2015 diretto, prodotto e scritto da Matt Hullum.
Il film, interpretato da Burnie Burns, Gavin Free, Michael Jones, Colton Dunn, Alexandra DeBerry e Alan Ritchson, segue il Lazer Team, un gruppo di quattro persone che si ritrovano responsabili del destino del pianeta alla scoperta di un sito di scontri alieni.
Il film è stato prodotto da Hullum, Burns e Doreen Copeland, mentre le riprese sono iniziate nell'ottobre 2014 ad Austin e nel Nuovo Messico.
Lazer Team è stato presentato in anteprima al Fantastic Fest il 24 settembre 2015, mentre è stato distribuito su YouTube Red e al cinema da Amplify e Tugg il 27 gennaio 2016, venendo aggiunto anche al servizio streaming PRIMO di Rooster Teeth
Lazer Team ha ricevuto recensioni contrastanti dalla critica e ha incassato 1,6 milioni di dollari su un budget di 2,4 milioni.
Un sequel, Lazer Team 2, è stato distribuito il 13 novembre 2017.

## Trama

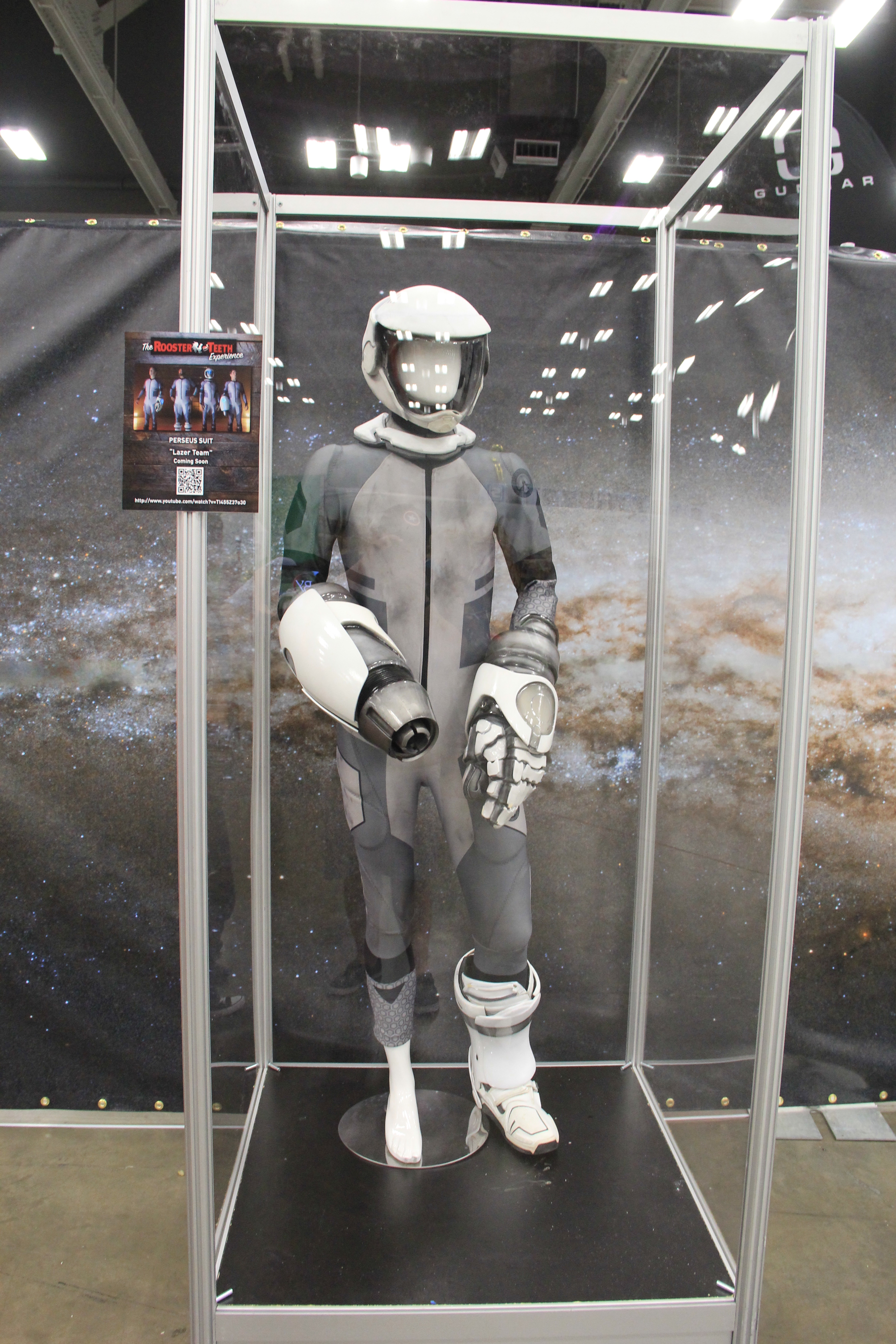
La tuta del potere in mostra.

Nel 1977, il governo ha decodificato segretamente una trasmissione, inviata dagli antareni alieni, che avverte di una razza mortale nota come Worg, venuta a distruggere la Terra. Per aiutare a difendere la Terra, gli Antareni hanno inviato una potente tuta da battaglia per il "Campione della Terra" da indossare. Il governo inizia ad addestrare un ragazzo di nome Adam dalla nascita per essere il campione. Trentacinque anni dopo, l'ufficiale Anthony Hagan arresta Zachary "Zach" Spencer per aver causato problemi a una festa e inizia a cacciarlo via, solo per trovare Woodrow "Woody" Johnson e Herman Mendoza che sparano fuochi d'artificio non autorizzati. Herman lancia con sfida un enorme razzo che colpisce un UFO in arrivo e lo fa schiantare nelle vicinanze.
La tuta si attiva quando tutti e quattro i pezzi sono stati indossati, e ogni pezzo diventa irreversibilmente e geneticamente bloccato a chi lo indossa. Zach scopre che il suo cannone a braccio può sparare proiettili di energia, il guanto di Hagan può creare un campo di energia, l'elmetto di Woody aumenta la sua intelligenza nel tempo e gli stivali di Herman possono farlo correre a velocità sovrumana. L'esercito si presenta e apprende il gruppo. Arrabbiati che i loro preparativi siano stati messi a repentaglio e che Zach abbia postato un selfie con la tuta (chiamando i quattro "Lazer Team"), il colonnello Emory ordina ad Adam di addestrarli in soli quattro giorni, dopodiché è previsto l'arrivo dei Worg. Nel frattempo, un gruppo di soldati posseduti da piccoli insetti robotici inviati dal Worg, iniziano a dare la caccia al Lazer Team possedendo la figlia di Hagan, Mindy.
Gli ufficiali incaricati decidono di provare ad amputare la tuta, ma quando vengono portati in ospedale, scappano. Sono intercettati da Adam, ma lavorano insieme per creare un forte scudo energetico e lo fanno perdere i sensi. Dopo essere fuggiti, si nascondono nella cabina dell'ex-moglie di Hagan. Zach chiama Mindy, controllata dai Worg, su Skype e le dà la sua posizione. Arriva e attacca il gruppo, ma la sottomettono e Woody comunica con il Worg attraverso il dispositivo sul retro del suo collo. Prima che possano finire di negoziare, Zach strappa il dispositivo e si autodistrugge, distruggendo la cabina. Vengono poi inseguiti dai soldati posseduti, ma sfuggono.
La squadra va al liceo di Mindy, dove scoprono che una nave antarea è atterrata sul campo di calcio della città, creando intorno a sé un enorme campo di forza. Il Worg trasmette un messaggio, chiamando i Campioni della Terra a combattere. Con la pressione di salvare il pianeta che appesantisce su di loro, tutti loro decidono di nascondersi tranne Hagan, che si trasforma in militare. Tuttavia, vedendo il pieno potenziale della squadra, Adam libera Hagan e si intrufola allo stadio dove si è formata una folla attorno all'ufo. Trovano il resto della squadra lì e si raggruppano. Rubano una macchina della polizia e la scaricano nel campo di forza, raggiungendo con successo il campo di calcio.
Il guerriero Worg arriva in un'armatura identica. Woody intercetta una trasmissione dalla nave, rivelando che piuttosto che una guerra fanno parte di un torneo di eliminazione in cui gli Antareni distruggono i pianeti dei perdenti fino a quando non ne rimane uno. Il Lazer Team non riesce a sconfiggere il Worg con Adam che lo distrae usando la tenuta antisommossa dalla macchina della polizia. Adam viene ucciso dal Worg con un raggio di materia oscura, insegnando indirettamente alla squadra come ottenere ciò con la tuta. Lazer Team e il Worg sparano tra loro la materia oscura creando un vortice. Le quattro tute separate funzionano male e il Lazer Team viene spazzato via dal campo di forza. La squadra è accolta da una folla enorme all'esterno. Emory arriva e afferma che la guerra non è finita, e che il Lazer Team sta andando nello spazio.

## Produzione

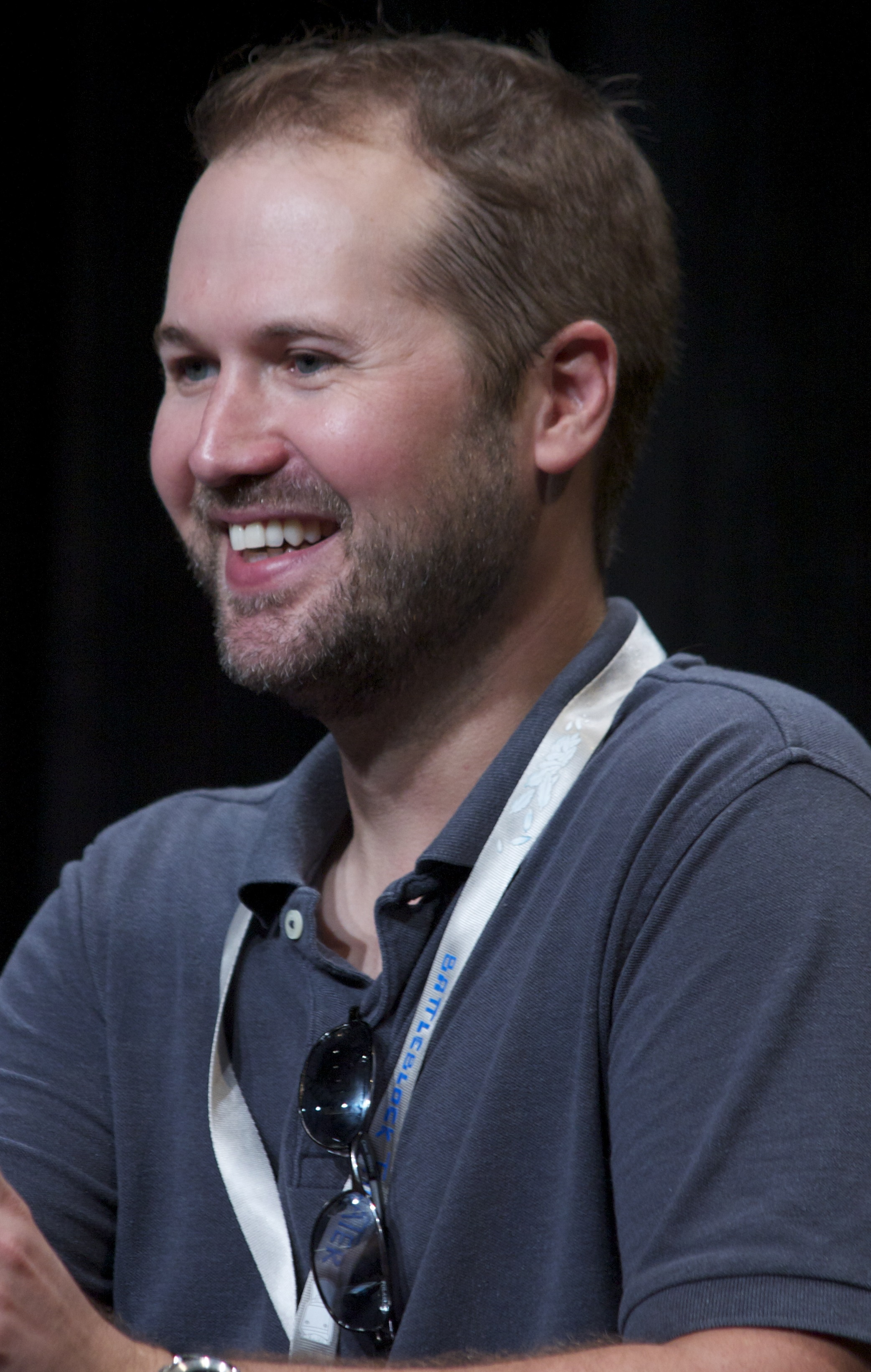
Matt Hullum, il regista del film.

### Sviluppo
Il progetto era in sviluppo già nel 2010. È stato annunciato per la prima volta all'Halo Fest durante il PAX Prime 2011. Burns ha dichiarato di aver tratto ispirazione da "molti dei classici della fantascienza con cui siamo cresciuti", ma "non fare una parodia e non una trasmissione, stiamo facendo il nostro proprio film". Le influenze sulla sceneggiatura includevano "film di squadra" come Stoffa da campioni e Cool Runnings - Quattro sottozero. Secondo i co-sceneggiatori Chris Demarais e Josh Flanagan, il terzo atto è stato completamente ristrutturato da loro una settimana prima dell'inizio delle riprese.
Nel febbraio 2014, Burns ha confermato che la società avrebbe lanciato una campagna di crowdfunding per il film come un modo per offrire più opzioni di supporto e ottenere pubblicità. Freddie Wong era un consulente nel dare forma alla loro campagna. La pagina Indiegogo per il film è stata lanciata a giugno 2014. La raccolta fondi ha raggiunto il suo obiettivo di 650.000 dollari in meno di 10 ore e ha battuto il record di Indiegogo per la campagna cinematografica più veloce per raggiungere i 700.000. Nel giro di tre giorni, Lazer Team ha raggiunto 1 milione di dollari. Lazer Team detiene il record per la più alta campagna di film finanziati su Indiegogo con oltre 2,4 milioni raccolti. L'ultimo giorno della campagna, Rooster Teeth ha rilasciato un incentivo speciale per un singolo fan da interpretare in un ruolo di walk-on; entro 20 secondi dall'attivazione del perk, 535 persone hanno acquistato il perk, in quanto ha rallentato il sistema di ticketing del sito. Tutte le 535 persone sono state utilizzate per una scena della folla nel film. Hullum ha dichiarato che il team del film era stato contattato da più società di distribuzione, società di media e agenzie di recitazione dall'inizio della campagna. Burns ha confermato, spiegando che il budget del film è aumentato mentre la campagna ha guadagnato più soldi:
Il casting era stato organizzato per i partecipanti a RTX 2014. Durante le riprese si è tenuto un casting aggiuntivo per comparse. Blaine Gibson ha anche fatto l'audizione per il ruolo di Zach.

### Riprese
Le riprese sono iniziate il 14 ottobre 2014 ad Austin e nel Nuovo Messico e sono durate 40 giorni. Durante la prima settimana di produzione, le riprese si sono svolte presso l'Austin National Guard Armory e nell'Università del Texas a Austin. I reshoot sono iniziati a fine febbraio 2015.

## Distribuzione

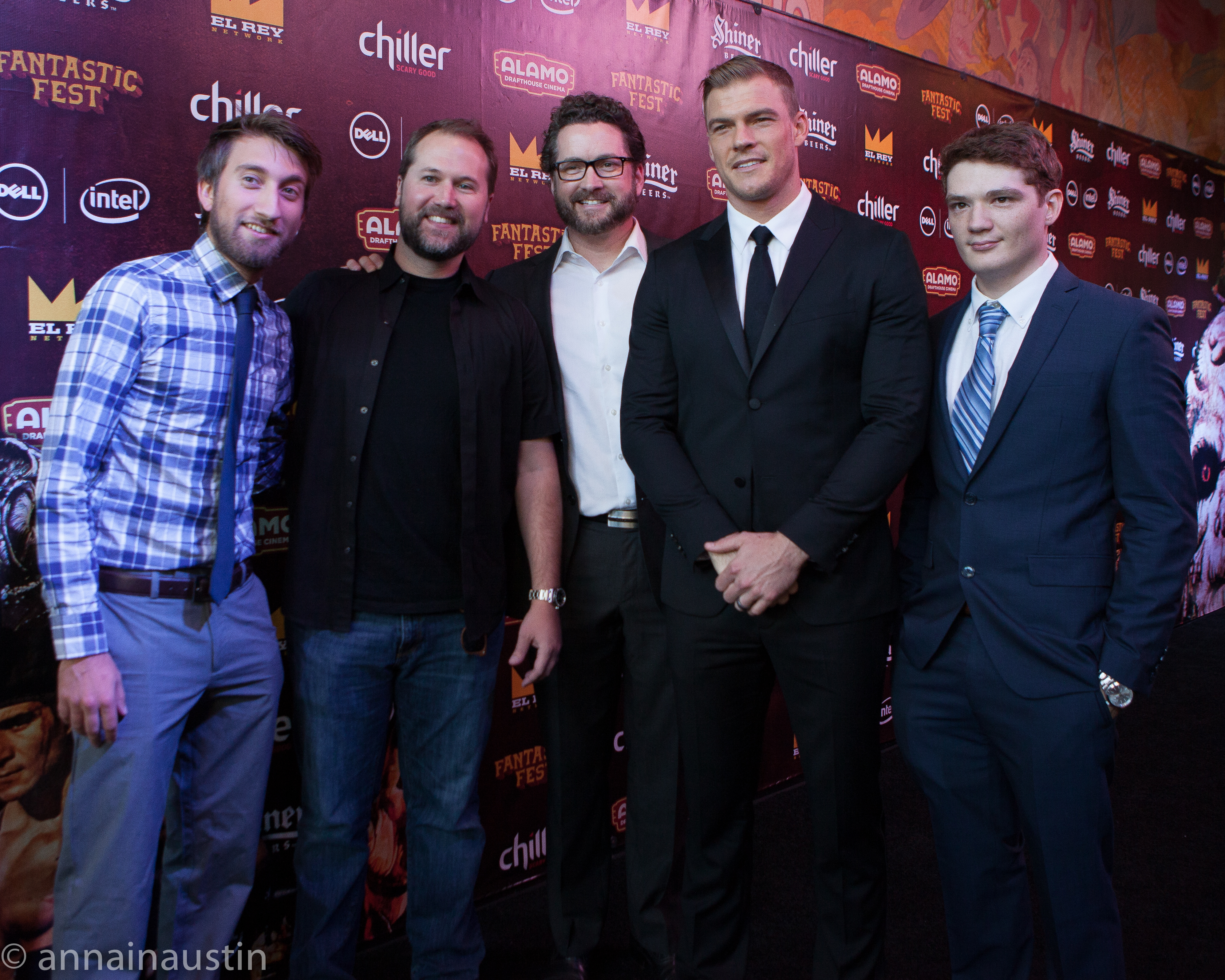
Il cast è il regista alla première del film al Fantastic Fest nel 2015.

Lazer Team è stato presentato ad Austin al Fantastic Fest, il 24 settembre 2015, seguito da una première canadese al Toronto After Dark Film Festival il 16 ottobre, una prima europea al Film4 FrightFest del 24 ottobre e una première australiana presso RTX Australia il 22 gennaio 2016. Lazer Team è stato tra i primi titoli nella nuova divisione cinematografica di Fullscreen. Lazer Team ha avuto un rilascio limitato nelle sale cinematografiche il 27 e 28 gennaio 2016, negli Stati Uniti, in Canada, nel Regno Unito, in Irlanda, in Australia e in Nuova Zelanda.
Il film ha incassato 1 milione di dollari attraverso biglietti pre-vendita. Dal 10 febbraio 2016, il film era disponibile per lo streaming come parte del nuovo servizio di abbonamento a pagamento YouTube Red.

## Accoglienza

### Incassi
Lazer Team ha incassato oltre 1,1 milioni di dollari negli Stati Uniti e oltre 1,6 milioni a livello globale, secondo Rentrak. Il film non è stato in grado di recuperare il budget di 2,4 milioni di dollari.

### Critica
Il film è stato accolto in maniera mista dalla critica. Sull'aggregatore di recensioni Rotten Tomatoes ha un indice di gradimento del 56% con un voto medio di 5.1 su 10, basato su 34 recensioni. Su Metacritic, invece, ha un punteggio di 42 su 100, basato su 13 recensioni.
Scott Weinberg di Nerdist ha elogiato l'amabile effetto degli anni '80 e gli effetti "sorprendentemente eleganti" del film, definendolo "bizzarro e divertente". Matt Fagerholm di RogerEbert.com ha criticato pesantemente il film, scrivendo "Questo film è, in sostanza, un prodotto di fama e denaro senza il minimo brandello di sforzi".

## Sequel
Il 5 agosto 2016, Burnie Burns e Gavin Free hanno annunciato un sequel, intitolato, Lazer Team 2.
A dicembre 2016, Matt Hullum ha confermato che Rooster Teeth aveva l'intenzione di girare Lazer Team 2 a fine primavera in Texas, seguito dal rilascio nel 2017.
Daniel Fabelo sarà co-regista del sequel con Hullum. Anche Nichole Bloom e Victoria Pratt si unirono al cast.
Le riprese del sequel sono terminate nel mese di aprile del 2017. Il 25 agosto 2017 è stato confermato che la sceneggiatura era stata scritta da Burns, Hullum e Fabelo.
Il 12 ottobre 2017, Rooster Teeth ha pubblicato il trailer del sequel che rivelava la data di uscita del film il 13 novembre 2017 nelle sale e il 22 novembre 2017 su YouTube Red.